# لبه (فیلم ۲۰۱۵)
لبه یا اج (انگلیسی: Edge) یک تله‌فیلم آمریکایی وسترن محصول سال ۲۰۱۵ به کارگردانی شین بلک، نویسندگی بلک و فرد دکر با بازی مکس مارتینی در نقش اج است.
این تله‌فیلم در ابتدا به عنوان یک قسمت آزمایشی تلویزیونی منتشر شد اما کمپانی آمازون آنرا انتخاب نکرد.

## داستان
جوزیا هجز، که به عنوان اج شناخته می‌شود، یک تفنگچی اجاره‌ای نیمه مکزیکی است که پس از کشته شدن برادر کوچکترش توسط گروهی از همرزمان سابقش در ارتش اتحادیه، برای انتقام عازم می‌شود و…

## بازخوردها
به‌طور کلی، منتقدان از کنش و تأثیرات کارگردان قدردانی کردند، اما نسبت به فیلمنامه و داستان اولیه انتقاد داشتند.